# Stukenbrok

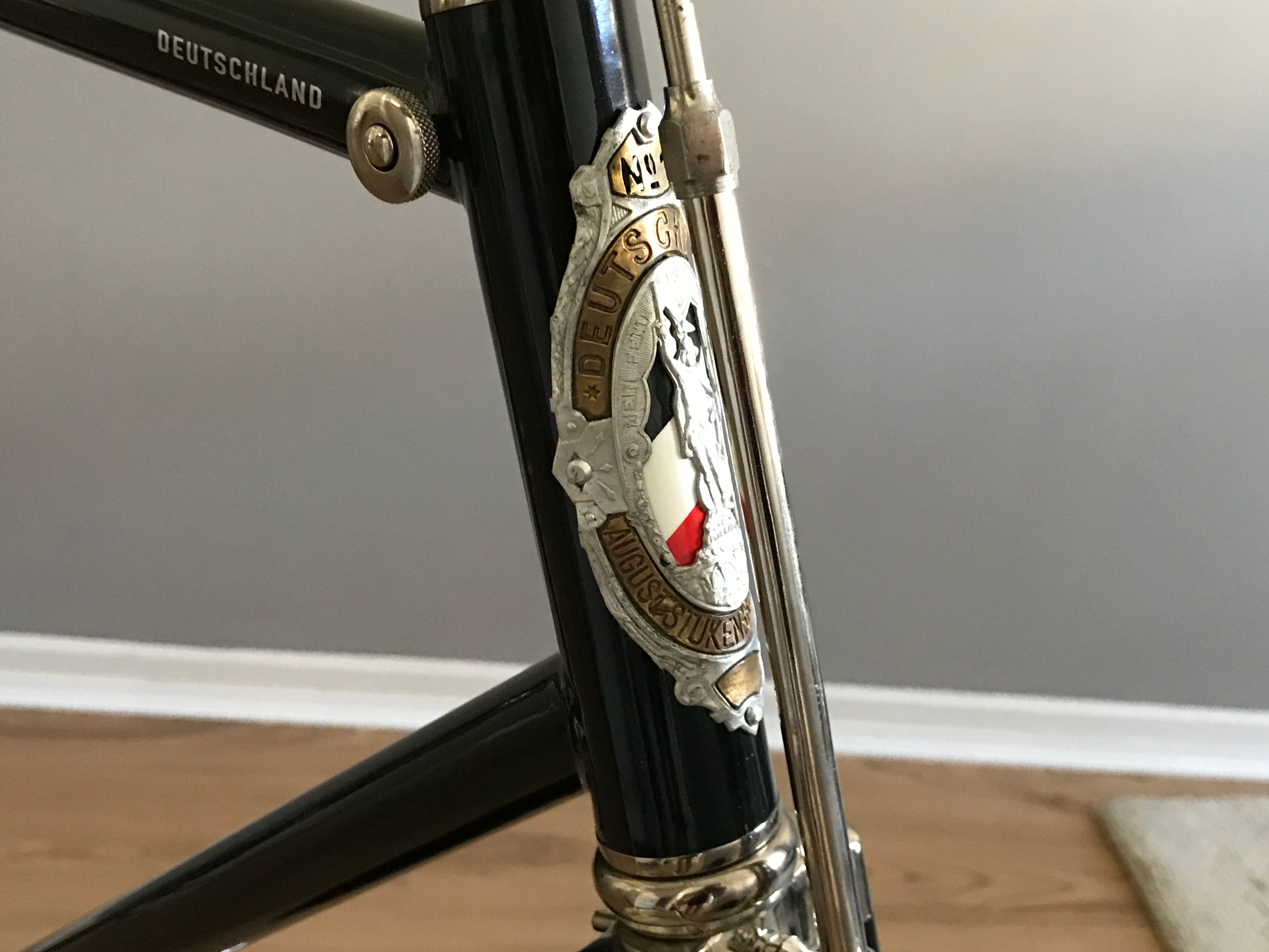
August Stukenbrok „Deutschland“ No. 1 Steuerkopfschild

Das Einzelhandels-Versand-Unternehmen August Stukenbrok Einbeck (ASTE) wurde 1888 in Einbeck gegründet und bestand bis 1932. Es war der zweite in Deutschland gegründete Versandhandel nach dem zwei Jahre älteren von Ernst Mey.

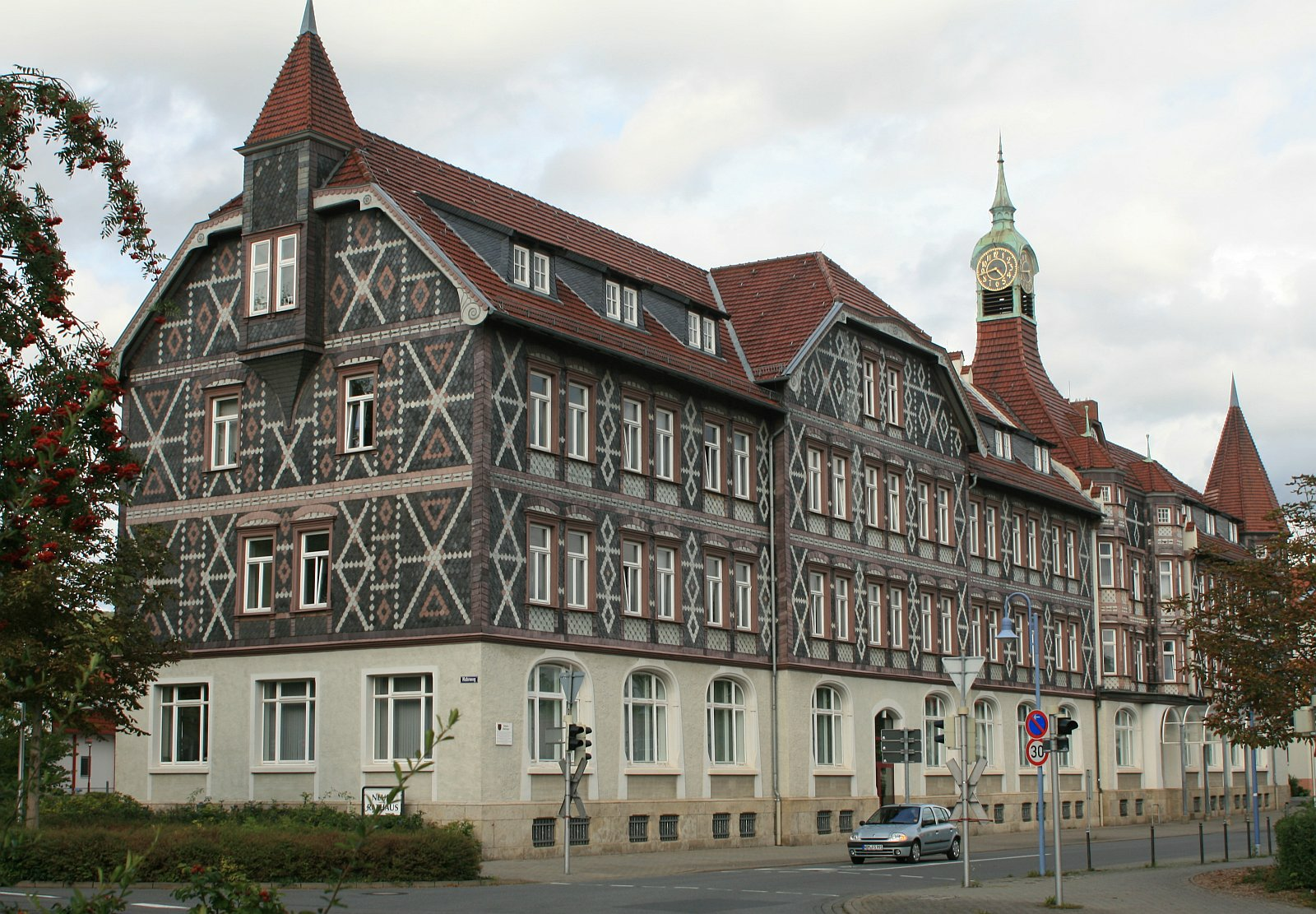
Ehemaliger Firmensitz August Stukenbrok Einbeck (heute: Neues Rathaus (Einbeck))

## Geschichte

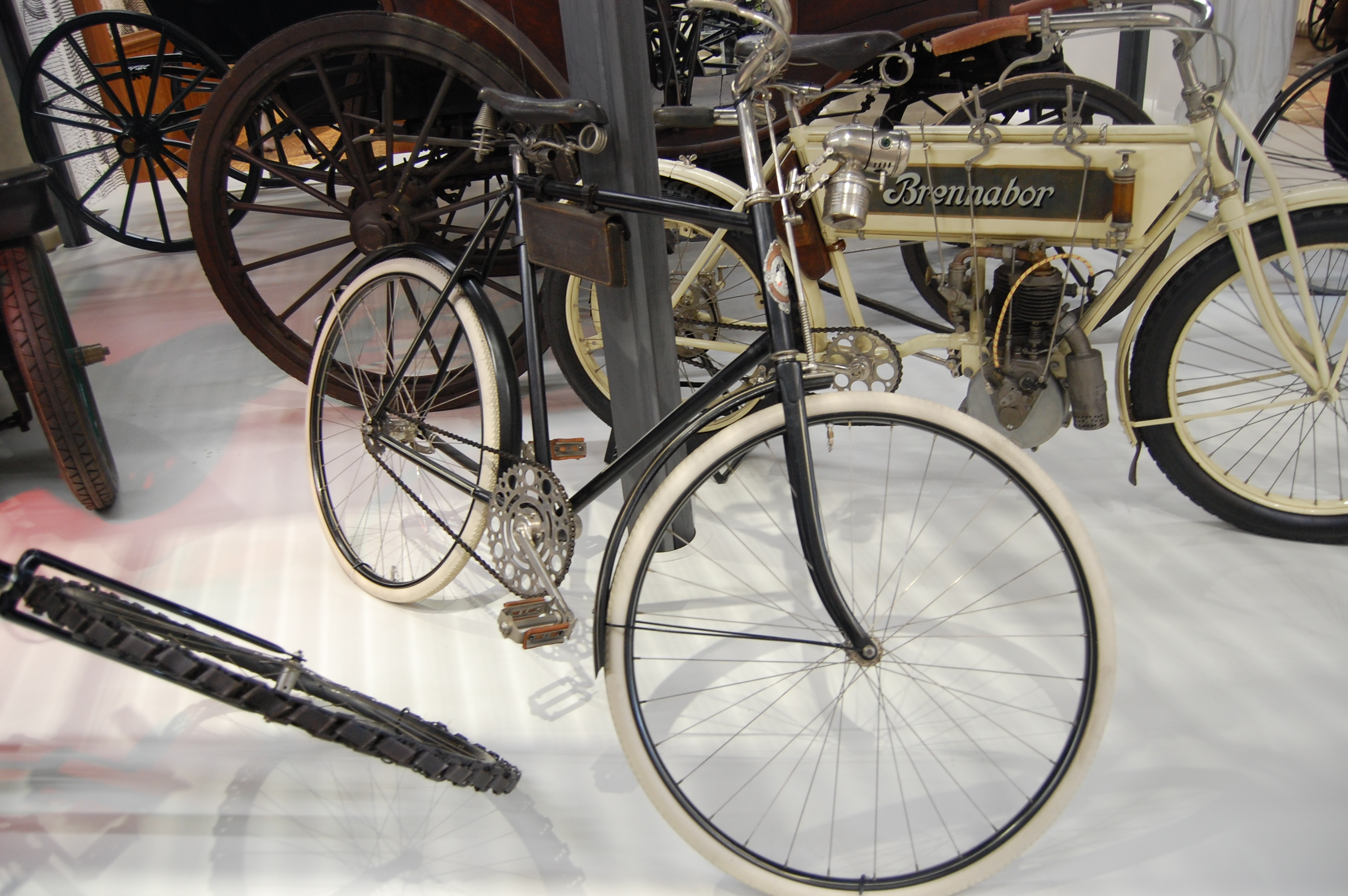
Deutschlandrad No. 5

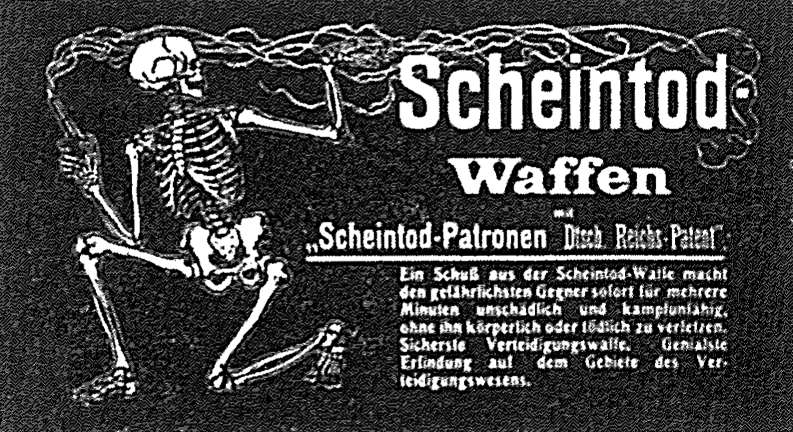
Werbung für „Scheintod-Waffen und -Munition“ in Stukenbroks Illustriertem Hauptkatalog von 1912

August Stukenbrok (* 29. Mai 1867 in Pegestorf; † 4. Januar 1930) kam 1888 nach Einbeck und baute dort eine Fahrradfabrik auf, die auf dem Weg des Versandhandels direkt an die Endkunden verkaufte.

„Der Markenname ‚Deutschland-Fahrrad‘ mit dem bekannten Slogan ‚Mein Feld ist die Welt‘ wurde zum Begriff für solide und elegante, aber erschwingliche Fahrräder für jedermann. Eine Produktpalette rund um das Fahrrad kam hinzu, die wenige Jahre später durch einen allgemeinen Versandhandel ergänzt wurde.“

Die Firma August Stukenbrok Einbeck (ASTE) war für ihr zukunftsweisendes Marketing bekannt. Während das Sortiment in der Anfangsjahren Fahrräder und entsprechendes Zubehör umfasste, wurde die Produktpalette nach der Jahrhundertwende um Waffen und Jagdartikel, Nähmaschinen, Uhren, Fotoapparate, Ferngläser, Gold- und Silberwaren, Grammophone, Musikinstrumente etc. erweitert.

„1908 kaufte Stukenbrok das Gebäude am Ostertor und machte es zum Zentrum eines repräsentativen stadtbildprägenden Ensembles. Heute ist hier das Neue Rathaus untergebracht.“

Trotz der Erfolge vor und nach dem Ersten Weltkrieg wurde das Unternehmen hart von der Weltwirtschaftskrise am Ende der Weimarer Republik getroffen und musste im September 1931 die Geschäftstätigkeit einstellen. Die großen, seinerzeit weit verbreiteten Versandkataloge sind eine kulturgeschichtliche Quelle; einige liegen als Nachdruck vor. Das Städtische Museum in Einbeck pflegt die Erinnerung an das Unternehmen.

## Kuriosa
Stukenbrok gehörte zu den Anbietern so genannter Hundebomben und Hundekanonen – kleiner Knallkörper, mit denen Radfahrer und Automobilisten herumstreunende Hunde aus dem Weg scheuchen konnten. Des Weiteren vertrieb das Unternehmen Radfahrerpeitschen zur Abwehr von Hunden, die mit entsprechenden Halterungen am Lenker befestigt werden konnten, und sogenannte „Hundeverscheucher“, Apparaturen, die mit „Wasser oder eventl. mit einer leichten Salmiaklösung gefüllt“ werden konnten, um „einen feinen Strahl auf das gerichtete Objekt“ abzugeben.

## Kataloge
- Stukenbrok – Illustrierter Hauptkatalog 1912. Reprint, 8. illustrierte Neuauflage. Verlag Olms, Hildesheim 1996, ISBN 978-3-487-08047-5, Volltext online (PDF).
- Stukenbrok – Illustrierter Hauptkatalog 1915. Reprint, Verlag Olms, Hildesheim 1998, ISBN 3-487-08399-X.
- Stukenbrok – Waffenkatalog. Moderne Waffen, Munition, Jagdartikel. (von ca. 1913) Reprint, Verlag Olms, Hildesheim 1999, ISBN 978-3-487-41562-8, eingeschränkte Vorschau in der Google-Buchsuche.